# Te I'i
Te Iʻi est l’une des deux provinces traditionnelles de l’île de Nuku Hiva, la plus grande île de l’archipel des Marquises. Cette province couvre approximativement les deux tiers ouest de l’île, le reste étant couvert par la province de Tai Pi.

## Géographie
La côte occidentale de la province est caractérisée par l’existence de pentes raides plongeant directement dans la mer, découpées çà et là de petites baies, exutoires de vallées courtes et profondes conduisant vers l’intérieur de l’île ; la côte septentrionale, elle, accueille quatre baies de taille plus importante, du nom d’Haka Ehu, Haka Ea (ou Haka Puʻa), Aʻa Kapa et Haume. Enfin, la côte méridionale, comme la côte occidentale, est constituée de pentes raides, voire de falaises, plongeant vers la mer, interrompue uniquement par un chapelet de baies, dont la profonde baie d’Haka Ui au sud-ouest, de la baie voisine d’Ua Uka et celle d’Haʻe o Tupa, située juste à l’ouest de celle de Tai o Hae, approximativement au milieu de la côte sud et abritant le chef-lieu de l’île, du même nom. Plus à l’est se trouve une péninsule abritant les deux petites vallées d’Haka Puu Vae et d’Haka Paʻa. De part et d’autre de l’entrée de la baie de Tai o Hae se trouvent deux îlots rocheux, surnommés « les sentinelles », et nommés Motu Nui (à l'ouest) et Mata ʻUa Puna à l'est.
L’intérieur de la province de Te Iʻi est un haut-plateau, nommé Tōvi‘i, couvert d’une prairie d’herbes hautes. Le point culminant de l’île, Tekao, se situe à proximité de l’arête nord-ouest du plateau, et atteint une altitude de 1 224 m.

## Histoire
La province de Te Iʻi était habitée par des tribus guerrières, unies uniquement pour combattre les tribus de la province voisine de Tai Pi. On trouve quelques preuves montrant que les tribus de l’île de ʻUapou pouvaient se joindre à celles de Te Iʻi lors de ces guerres, oubliant alors leur rivalité à elles.

## Source
- (en) E. Handy, S. Craighill, The Native Culture in the Marquesas, Bernice Pauahi Bishop Museum Bulletin 9, B.P.B. Museum, Honolulu, 1971.